# Hans Heinrich Landolt
Hans Heinrich Landolt (Zurigo, 5 dicembre 1831 – Berlino, 15 marzo 1910) è stato un chimico svizzero noto per aver scoperto la reazione oscillante allo iodio che da lui prende il nome.